# 커밍 2 아메리카
《커밍 2 아메리카》(영어: Coming 2 America)는 2021년 공개된 미국의 코미디 영화이다. 1988년 영화 《구혼 작전》의 후속 작품이다.
원래 파라마운트 픽처스가 연극으로 발표 한이 영화의 배포 권한은 코로나19 대유행 때문에 아마존 스튜디오에 판매되었다. 아마존은 2021년 3월 5일 아마존 프라임 비디오를 통해 디지털로 출시했다. 커밍 2 아메리카는 비평가들로부터 엇갈린 평가를 받았다. 전작과 마찬가지로 이 영화는 제94회 아카데미 시상식에서 아카데미 분장상에서 지명을 받았다.

## 줄거리
30년 전 뉴욕 방문 당시 아들이 있었다는 사실을 알게 된 자문다 왕국의 아킴 왕자는 왕위를 계승할 아들을 찾아 다시 뉴욕으로 떠난다. 아킴은 결혼 30주년 기념일에 아버지로부터 자신이 과거 뉴욕에서 하룻밤을 보낸 여성에게서 아들을 얻었다는 사실을 전해 듣는다. 자문다의 왕위는 남성만이 계승할 수 있었고, 아킴에게는 딸밖에 없었기에 아들을 찾는 것이 필수적이었다. 만약 아들을 찾지 못하면, 호전적인 이웃 국가인 넥소도리아가 아킴의 딸과 그들의 왕자를 결혼시키려 할 것이며, 이는 자문다의 주권을 위협하는 상황이었다.
아킴은 오랜 친구이자 조력자인 세미와 함께 뉴욕 퀸즈로 돌아가 아들을 찾는다. 이들은 과거 방문 때 친분을 쌓았던 이발소 사람들의 도움으로 아킴의 아들 러벨을 찾게 된다. 러벨과 그의 어머니 메리를 자문다로 데려오지만, 왕족들은 이들을 탐탁치 않게 여긴다. 넥소도리아의 이지 장군은 러벨에게 자신의 딸 보포토를 소개하며 어떻게든 자문다 왕위를 차지하려 한다. 러벨은 왕자로서 인정받기 위해 전통적인 시험을 통과해야만 한다.
러벨은 왕실의 미용사인 미렘베와 가까워지며, 자신의 길을 찾으라는 격려를 받는다. 그의 외삼촌 림의 도움으로 러벨은 도시적인 자신의 모습을 유지하면서도 왕실의 일원으로 적응해 나간다. 러벨은 점차 아킴의 가족과 친해지고 시험도 통과해 자문다의 왕자가 된다. 하지만 왕자 즉위식 파티에서 러벨은 아킴이 자신을 이용하려 한다는 오해를 하게 되고, 미렘베, 메리, 림과 함께 뉴욕으로 돌아간다. 아킴의 아내 리사는 아킴의 보수적인 태도를 비판하고, 아킴은 장인 클레오의 조언에 따라 미국으로 돌아가 러벨을 찾는다. 한편 세미는 왕국을 지키기 위해 이지 장군의 군대와 맞서 싸운다.
아킴은 러벨과 미렘베가 결혼하려 한다는 것을 알게 된다. 과거 자신의 이야기를 떠올린 아킴은 러벨과 미렘베를 축복하고 보포토와의 결혼을 철회시킨다. 미렘베가 자문다와 완전히 단절하는 것을 망설이자, 아킴은 러벨의 가족을 자문다로 초대해 성대한 결혼식을 올리기로 한다. 한편 세미와 공주들은 이지 장군과 그의 군대를 물리치고 이지 장군으로 하여금 외교적 관계를 모색하게 만든다.
결국 아킴은 왕위 계승법을 바꿔 딸 미카가 왕위를 계승하도록 하고, 러벨은 미국 대사가 된다. 넥소도리아는 자문다와 평화적인 정치 및 무역 관계를 맺는다. 영화는 러벨과 미렘베의 결혼을 축하하는 왕궁 파티로 마무리되며, 뉴욕 퀸즈의 이발소 멤버들도 특별 손님으로 초대된다.

## 출연
- 에디 머피 - 아킴 조퍼 / 랜디 왓슨
- 아세니오 홀 - 셈미 / 브라운 목사
- 저메인 파울러 - 러벨
- 레슬리 존스 - 러벨의 엄마
- 트레이시 모건 - 림
- 키키 레인 - 미카 공주
- 샤리 헤들리 - 리사 여왕
- 웨슬리 스나이프스 - 이지 장군
- 테야나 테일러 - 장군의 부하
- 제임스 얼 존스 - 자페 조퍼
- 존 에이모스 - 클리오 맥다월
- 로티미 - 이디
- 버네사 벨 캘러웨이 - 이마니 이지
- 폴 베이츠 - 오하